# Tybalmia tetrops
Tybalmia tetrops là một loài bọ cánh cứng trong họ Cerambycidae.